# Cypripedium forrestii
Cypripedium forrestii är en orkidéart som beskrevs av Phillip James Cribb. Cypripedium forrestii ingår i släktet guckuskor, och familjen orkidéer. Inga underarter finns listade i Catalogue of Life.